# Békés vármegye története

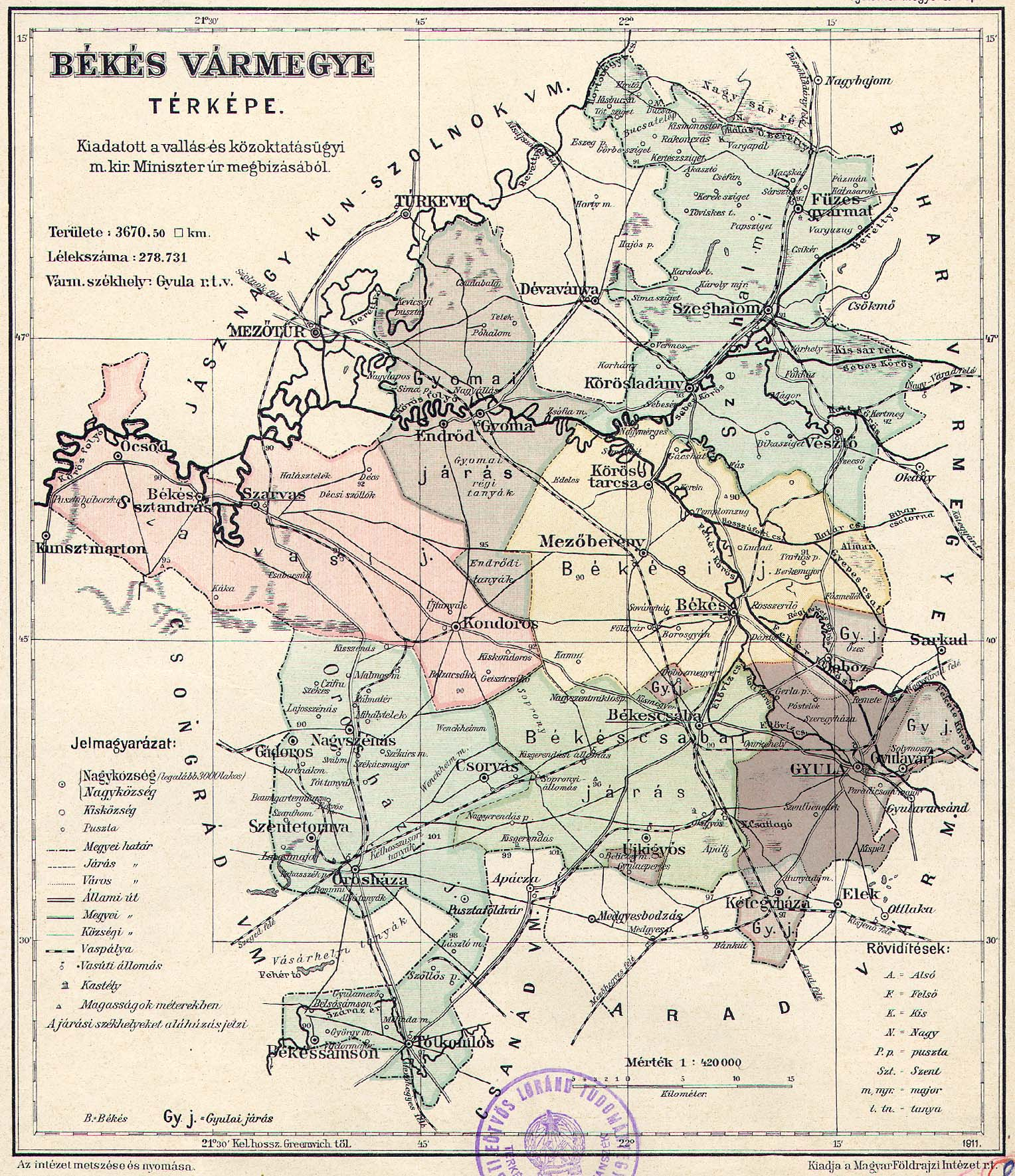
Békés vármegye közigazgatási térképe 1910-ből

Békés vármegye (németül: Komitat Bekesch; latinul: Comitatus Bekesiensis, szlovákul: Békešská stolica) közigazgatási egység volt Magyarország alföldi részében.  Központja Békés, Gyula, majd pedig Békéscsaba volt. A mai Békés vármegye területe nagyrészt megegyezik vele.
A népnyelvben Békésország-ként is előfordult.

## Földrajz
Az egykori vármegye teljes területe síkság. Legfontosabb folyói a Körösök, Berettyó, Hortobágy-Berettyó és a Száraz-ér. Északról Jász-Nagykun-Szolnok vármegye, keletről Bihar vármegye, délkeletről Arad vármegye, délről Csanád vármegye, délnyugatról pedig Csongrád vármegye határolta.

## Történelem
A vármegyét Szent István király hozta létre az államalapítás és a királyi vármegyerendszer megszervezése idején valószínűleg a Csolt nemzetség birtokaira alapozva.
A vármegye neve megegyezett egykori székhelyéével, Békés városéval, amelyet az itteni földvárban székelő Békés nevű ispánról neveztek el.  A tatárok betörése idején azok közé a területek közé tartozott, amelyek a háború miatt néptelenedtek el. A 14. századtól egyre inkább Gyula lett a vármegye székhelye.

### Török és Habsburg uralom
Az ország 1541-es három részre való szakadása után egy ideig a Keleti Magyar Királyság része volt, 1566-ban a gyulai vár elestével átkerült a közvetlen török irányítás alá. Az 1699-es karlócai béke értelmében szabadult fel az Oszmán Birodalom megszállása alól. 1703-tól 1711-ig a terület a kurucok irányítása alatt volt. A 18. század második felében szilárdult meg a béke országszerte, ekkor kezdődött el az Alföld újranépesedése (benne Békés vármegyével is).

### Szabadságharc és a dualizmus
Az 1848-as események nem különösebben érintették a vármegyét. Bár a lakosság részt vett a szabadságharcban, de mivel a vármegye területén sem nagyobb város (nagyobb mint Gyula vagy Békéscsaba) nem volt, sem stratégiai fontosságú település, ezért nem zajlottak csaták a területen. Az 1867-es Kiegyezés után a terület gyors fejlődésnek indult: megépítették az első vasútvonalakat a vármegyében, ezek fellendítették a két lényegesebb település, Gyula és Békéscsaba gazdaságát, de fellendülést hoztak a vármegye többi részének is.

### Az első világháború után
1919-ben román megszállás alá került a terület, amely 1920 márciusáig tartott. Az 1920-as trianoni békeszerződés területileg érintetlenül hagyta a megyét, de az addig az ország szívében levő vármegye hirtelen az ország peremére került. Arad és Nagyvárad elvesztése miatt Békéscsabának és Gyulának át kellett vennie az átcsatolt egykori városok szerepét. 1944 októberében került szovjet megszállás alá. A második világháború után a Csehszlovákiával kötött lakosságcsere-szerződés értelmében kitelepítették vármegye szlovák lakosságának egy jelentős részét, akiknek helyére felvidéki magyarok érkeztek főként a Csallóközből. Békés vármegye az 1950-es megyerendezés értelmében szűnt meg, egykori területét összevonták két csanádi, egy bihari, egy szolnoki, illetve egy csongrádi járással, így alakult ki a mai Békés megye.

## Várak, kastélyok, városok

### A honfoglalástól 1566-ig
Várak voltak:
- Békésen 1300-ig.
- Gyulán 1435-től kezdve.

Kastélyok voltak:
- Békésen,
- Csabán,
- Mező-Megyeren,
- Körös-Ladányban.

Városok voltak:
- Békés,
- Gyula,
- Szeghalom,
- Szentandrás
- Fehéregyháza.

A többi mind község vagy puszta.

### 1566–1695 között
Várak voltak:
- Gyulán,
- Békésen,
- Szarvason (palánkvár).

Városok voltak:
- Békés,
- Gyula.

A többi mind község vagy nagyobbrészt puszta.

### 1695–1867 között
Vár volt Gyulán 1720-ig.
Városok voltak:
- Gyula,
- Békés,
- Szarvas,
- Füzes-Gyarmat,
- Gyoma.

A többi mind község vagy puszta.

## Népesség
- 1857-ben[4]  202 097 fő volt. Közülük 156 741 magyar (77,56%), 1 386 német (0,69%), 30 278 szlovák (14,98%), 13 378 román (6,62%), 314 görög (0,15%) anyanyelvű volt.
- 1880-ban 229 757 fő volt. Közülük 152 877 magyar (66,54%), 6 611 német (2,88%), 53 517 szlovák (23,29%), 5 347 román (2,33%) anyanyelvű volt.
- 1910-ben 298 700 fő volt. Közülük 218 051 magyar (73%), 5974 német (2%), 65 714 szlovák (22%), 5974 román (2%) anyanyelvű volt.

## Közigazgatás
1910-ben a vármegye hét járásra volt felosztva:
- Békési járás, székhelye Békés
- Békéscsabai járás, székhelye Békéscsaba
- Gyomai járás, székhelye Gyoma
- Gyulai járás, székhelye Gyula
- Orosházi járás, székhelye Orosháza
- Szarvasi járás, székhelye Szarvas
- Szeghalmi járás, székhelye Szeghalom

Ezenkívül található volt a vármegyében egy rendezett tanácsú város, Gyula,  amihez 1918-ban Békéscsaba, 1946-ban pedig Orosháza csatlakozott. 1948-ban azonban a városok száma 2-re csökkent Békéscsaba törvényhatósági jogú várossá nyilvánítása miatt, így a továbbiakban az nem tartozott Békés vármegyéhez.

## Békés vármegye alispánjai
1715–1950
| Név                              | Időszak                                                | Időszak                                                                           |
| Komáromi György, kóji            | alispán 1715. július 23. – 1722. április 17.           |                                                                                   |
| Ujfaludy Márton                  | alispán 1722. június 8. – 1725. május 11.              |                                                                                   |
| Bakay József                     | alispán 1725–1729.                                     |                                                                                   |
| Almássy Márton                   | alispán 1729–1734. (†)                                 |                                                                                   |
| Khlosz Mátyás                    | helyettes alispán 1734. augusztus 28.                  | alispán 1736. május 15. – 1755. október 21.                                       |
| Hrabovszky László                | alispán 1755. október 21. – 1781. június 18.           |                                                                                   |
| Angyal József, sikabonyi         | alispán 1781. június 18. – 1793. október 25. (†)       |                                                                                   |
| Csupor László                    | helyettes alispán 1793. november 8.                    | alispán 1793. november 25. – 1811. október 24. (†)                                |
| Vidovich György                  | alispán 1812. október 2. – 1832. október 24.           |                                                                                   |
| Rosty Albert, barkóczi           | másodalispán 1819. szeptember 24. – 1826. július 25.   |                                                                                   |
| báró Rudnyánszky Sándor, dezseri | helyettes alispán 1825. július 30. – 1827. október 8.  |                                                                                   |
| Cseh Ferenc, szentkatolnai       | másodalispán 1828. június 25. – 1832. október 24.      | első alispán 1832. október 24. – 1837. április 17.                                |
| Horváth Antal, szentgyörgyi      | másodalispán 1832. október 24. – 1837. április 17.     |                                                                                   |
| Novák Antal                      | első alispán 1837. április 17. – 1843. május 19. (†)   |                                                                                   |
| báró Wenckheim Béla              | másodalispán 1837. április 17. – 1840. november 23.    |                                                                                   |
| gróf Wenckheim József            | másodalispán 1840. november 23. – 1842. szeptember 19. |                                                                                   |
| Simay Kajetán                    | helyettes alispán 1842. szeptember 19.                 | első alispán 1843. július 3. – 1846. július 27.                                   |
| Németh Antal                     | másodalispán 1843. július 3. – 1846. július 27.        |                                                                                   |
| Szombathelyi Antal               | első alispán 1846. július 27. – 1849. június 4.        |                                                                                   |
| Tomcsányi József                 | másodalispán 1846. július 27. – 1849. június 4.        |                                                                                   |
| Sipos Sándor                     | első alispán 1849. június 11. – 1849. augusztus 25.    |                                                                                   |
| Terényi I. Lajos                 | másodalispán 1849. június 11. – 1849 augusztus         | másodalispán 1860. december 11. – 1861. március 18.                               |
| Trefort Ágoston                  | első alispán 1860. december 11. – 1861. március 18.    |                                                                                   |
| Omazta Zsigmond, rozváczi        | első alispán 1861. március 18. – 1861. november 14.    | ideiglenes és helyettesített első alispán 1861. november 14. – 1861. december 10. |
| Urszinyi Andor                   | másodalispán 1861. március 18. – 1861. május 16.       |                                                                                   |
| Karassiay István                 | másodalispán 1861. május [27.]-1861. november 10.      |                                                                                   |
| Weinzierl Zsigmond               | első alispán 1862. április 15. – 1867. január 6. (†)   |                                                                                   |
| Herberth Antal                   | másodalispán 1862-1867.                                |                                                                                   |
| Karassiay István                 | első alispán 1867. április 13. – 1871. december 30.    |                                                                                   |
| Jancsovics Pál                   | másodalispán 1867. április 13. – 1871. december 30.    | alispán 1871. december 30. – 1894. február 24. (†)                                |
| Fábry Sándor, felsőalmási        | alispán 1894. május 16. – 1906. április 21.            |                                                                                   |
| Ambrus Sándor, váradvelencei     | alispán 1906. május 23. – 1916. március 6.             |                                                                                   |
| Daimel Sándor                    | alispán 1916. május 23. – 1930. november 22.           |                                                                                   |
| Márky Barnabás, sarkadi          | alispán 1930. december 19. – 1944.                     |                                                                                   |
| Csige Varga Antal                | alispán 1944. október 25. – 1945. március 17.          |                                                                                   |
| Molnár Jenő                      | alispán 1945. március 22. – 1950. március 30.          |                                                                                   |
| Szabó János                      | alispán 1950. március 30. – 1950. június 15.           |                                                                                   |

## Békés vármegye főispánjai
Az államalapítás és 1950 közötti közigazgatási egység – a hajdani Békés vármegye –, Gyula bevételétől 130 éven át török uralom alatt állt, ez idő alatt megyeként nem működött, így főispánja sem volt. Az első főispánt 1699-ben I. Lipót magyar király nevezte ki Löwenburg Jakab személyében, és 1700 tavaszán alakult meg a megye első tisztikara. Más forrás azonban a mohácsi csata és Gyula eleste közti időszak (1526 és 1566) megyevezetőiről is számot ad. Ők azonban valamennyien a gyulai vár kapitányai voltak, beosztásuk így közelebb áll az ispánéhoz, mint a főispánéhoz